# 60 Minutes
60 Minutes est un magazine d'information américain produit par CBS News et diffusé sur le réseau de télévision CBS depuis 1968.

## Historique
60 Minutes est créée par Don Hewitt en 1968. L'émission est diffusée le mardi à 22 h, en alternance avec d'autres programmes d'information du réseau CBS. Elle est présentée par Mike Wallace et Harry Reasoner (en). Ce dernier est remplacé par Morley Safer en 1970. 

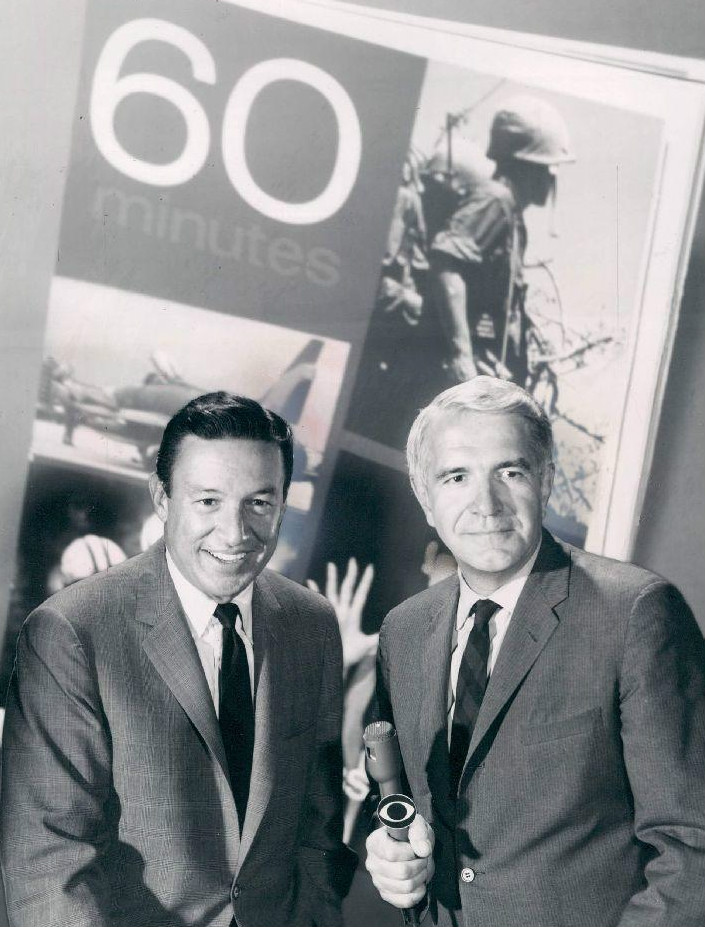

À partir de 1975, l'émission est diffusée chaque dimanche à 19 h et augmente progressivement son audience. À la fin des années 1970, elle devient le programme le plus regardé aux États-Unis, devançant les feuilletons les plus populaires.
Fin 2004, Don Hewitt prend sa retraite. Il est remplacé par Jeff Fager (en), jusqu'alors producteur de l'émission dérivée 60 Minutes Wednesday (anciennement 60 Minutes II).

## Séquence d'ouverture
60 Minutes commence et se termine par l'image d'un chronomètre Heuer stopwatch, séquence qui est devenue l'une des plus emblématiques de la télévision américaine.

## Récompenses
60 Minutes est certainement le plus connu des magazines d'information de la télévision américaine. Sous la direction de Don Hewitt, le programme a remporté 73 Emmy Awards et 13 Peabody Awards.